# Бокс-Элдер (округ)
Бокс-Элдер (англ. Box Elder County) — округ в штате Юта, США. Официально образован в 1856 году. По состоянию на 2010 год, численность населения составляла 49 975 человек.

## География
По данным Бюро переписи США, общая площадь округа равняется 17 428,127 км2, из которых 14 882,155 км2 суша и 2 419,062 км2 или 14,600 % это водоёмы.
Протекает река Гус-Крик  (приток Снейка).

## Население
По данным переписи населения 2010 года в округе проживает 49 975 жителей в составе 16 058 домашних хозяйств и 12 891 семей. Плотность населения составляет 3,37 человек на км2. На территории округа насчитывается 17 326 жилых строений, при плотности застройки около 1,17-ти строений на км2. Расовый состав населения: белые — 91,77 %, афроамериканцы — 0,34 %, коренные американцы (индейцы) — 0,82 %, азиаты — 0,89 %, гавайцы — 0,17 %, представители других рас — 3,77 %, представители двух или более рас — 2,24 %. Испаноязычные составляли 8,31 % населения независимо от расы.
В составе 41,32 % из общего числа домашних хозяйств проживают дети в возрасте до 18 лет, 67,44 % домашних хозяйств представляют собой супружеские пары проживающие вместе, 8,69 % домашних хозяйств представляют собой одиноких женщин без супруга, 19,72 % домашних хозяйств не имеют отношения к семьям, 17,16 % домашних хозяйств состоят из одного человека, 7,39 % домашних хозяйств состоят из престарелых (65 лет и старше), проживающих в одиночестве. Средний размер домашнего хозяйства составляет 3,09 человека, и средний размер семьи 3,50 человека.
Возрастной состав округа: 36,60 % моложе 18 лет, 5,55 % от 18 до 24, 25,37 % от 25 до 44, 21,35 % от 45 до 64 и 21,35 % от 65 и старше. Средний возраст жителя округа 30.6 лет. На каждые 100 женщин приходится 101,59 мужчин. На каждые 100 женщин старше 18 лет приходится 96,61 мужчин.